# Poanes zabulon
Poanes zabulon is een vlindersoort uit de familie van de dikkopjes (Hesperiidae). De wetenschappelijke naam is gepubliceerd, als Hesperia zabulon, in 1829 door Boisduval en Le Conte.

## Waardplanten
De waardplanten betreffen grassoorten van geslachten als beemdgras, kweekgras, kweldergras, liefdegras, struisgras, Dactylis (onder meer kropaar), Leymus en Tridens.